# Миљуша Јовановић
Миљуша Јовановић (Завала, код Подгорице, 1917 — 7. март 1991) је била учесница Народноослободилачке борбе и сестра генерал-пуковника Арсе Јовановића.

## Биографија
Рођена је 1917. године у селу Завала, код Подгорице.
Активни је учесник Тринаестојулског устанка народа Црне Горе 1941. године. Била је борац Стијенског партизанског батаљона. Учествовала је у бици на Пљевљима, 1. децембра 1941. године, када је са својим друговима јуришала на непријатељске бункере.
Када је 21. децембра 1941. године формирана Прва пролетерска ударна бригада у Рудом, Миљуша је распоређена у санитетско одељење. Посебну храброст је испољила у Игманском маршу, јануара 1942. године. Кад је стигла у Фочу, у партизанској болници су јој, због промрзлина, одсекли све прсте на ногама. Иако је била инвалид, наставила је свој борбени пут са Првом пролетерском бригадом и учествовала у многим борбама. Посебно се истакла у бици на Сутјесци, када је била одређена за политичког комесара једног ешалона. 

## Голи оток
После доношења Резолуције Информбироа и покушаја бега њеног брата у Совјетски Савез, 1948. године, изјаснила се за Резолуцију и била затворена за Голом отоку, тј. на острву Свети Гргур, на коме се налазио затвор за жене. Била је изложена посебном малтретирању, јер није хтела да се одрекне брата. Говорила је: „Која бих ја то Црногорка била ако би се одрекла брата.“ Ходала је практично на петама, јер су јој стопала добрим делом била ампутирана после Игмана. До краја је била „Банда“. На Голом отоку је провела 4 године.
Носилац је Партизанске споменице 1941. и других југословенских одликовања.